# Nuoto ai XIII Giochi paralimpici estivi - 50 m stile libero maschili S9

## Record
Prima di questa competizione, il record del mondo (WR) e il record paraolimpico (OR) erano i seguenti.
|  | 25.50 | Cowdrey Matthew Australia | 23 marzo 2008 Sydney, Australia |
|  | 25.69 | Guo Zhi Cina              | 14 settembre 2008 Pechino, Cina |

## Medaglie
| Posizione | Atleta          | Paese     | Tempo | Note |
| --------- | --------------- | --------- | ----- | ---- |
|           | Cowdrey Matthew | Australia | 25.34 | WR   |
|           | Guo Zhi         | Cina      | 25.51 |      |
|           | Xiong Xiaoming  | Cina      | 27.60 |      |